# Micrurus ruatanus
La serpiente coral roatanense (Micrurus ruatanus) es una especie de serpiente de la familia Elapidae. Es endémica de la isla de Roatán en Honduras. Es una especie en peligro crítico de extinción. No existen subspecies reconocidas.